# Stor-Vitertjärnen
Stor-Vitertjärnen är en sjö i Skellefteå kommun i Västerbotten och ingår i Rickleåns huvudavrinningsområde.